# Arrondissement Saint-Benoît
Saint-Benoît is een arrondissement van het Franse overzees departement Réunion. De onderprefectuur is Saint-Benoît.

## Kantons
Het arrondissement was tot 2014 samengesteld uit de volgende kantons:
- Kanton Bras-Panon
- Kanton La Plaine-des-Palmistes
- Kanton Saint-André-1
- Kanton Saint-André-2
- Kanton Saint-André-3
- Kanton Saint-Benoît-1
- Kanton Saint-Benoît-2
- Kanton Sainte-Rose
- Kanton Salazie

Na de herindeling van de kantons door het decreet van 24 februari 2014, met uitwerking op 22 maart 2015, omvat het arrondissement volgende kantons:
- Kanton Saint-André-1 (deel)
- Kanton Saint-André-2
- Kanton Saint-André-3
- Kanton Saint-Benoît-1
- Kanton Saint-Benoît-2